# Arnold Tilanus
Arnold Dirk Willem (Arnold) Tilanus (Utrecht, 11 november 1910 - Zoetermeer, 31 augustus 1996) was een Nederlands landelijk politicus.
Hij stond bekend als de 'jonge' Tilanus. Hij was net als zijn vader Hendrik Tilanus partijvoorzitter en fractievoorzitter van de CHU. Aanvankelijk was hij huisarts en daarna officier van gezondheid. Later werd Tilanus jr. actief in het maatschappelijk werk in Gelderland. Hij was een voorstander van de christendemocratische samenwerking. Tilanus werd in 1973 als politiek leider opgevolgd door de strijdbaardere oud-staatssecretaris Kruisinga, nadat de CHU buiten het kabinet-Den Uyl was gebleven. Hij bleef wel tot 1977 'gewoon' Kamerlid en speelde een belangrijke rol bij de plannen voor nieuwbouw van de Tweede Kamer.

## Loopbaan
- huisarts te Voorburg, van 1940 tot 1950 (in de periode 1946-1949 werd zijn praktijk waargenomen)
- geïnterneerd te Amersfoort (enige tijd; vanwege hulp aan Joden)
- lid gemeenteraad van Voorburg, van 6 september 1946 tot 1950
- officier van gezondheid Inspectie Geneeskundige Dienst Koninklijke Landmacht, van 1946 tot 1949 (belast met coördinatie van medische keuringen van dienstplichtigen)
- directeur Stichting Gelderland voor Maatschappelijk Werk te Arnhem, van 1950 tot juni 1963
- sociaal-geneeskundige, vanaf 1966
- lid Tweede Kamer der Staten-Generaal, van 5 juni 1963 tot 8 juni 1977
- fractievoorzitter CHU Tweede Kamer der Staten-Generaal, van 1 augustus 1968 tot 26 juni 1969
- fractievoorzitter CHU Tweede Kamer der Staten-Generaal, van 1 april 1972 tot 1 juli 1973
- ambteloos, vanaf 1977

## Partijpolitieke functies
- adviserend lid hoofdbestuur CHU, van 1963 tot 1966
- voorzitter CHU, van 19 januari 1966 tot 5 oktober 1968
- lid Groep van Achttien (overleg over samenwerking ARP, CHU en KVP), vanaf april 1967
- adviserend lid hoofdbestuur CHU, van 1969 tot 1977
- politiek leider CHU, van 1 april 1972 tot 1 juli 1973
- lijsttrekker CHU Tweede Kamerverkiezingen 1972, van 23 september 1972 tot 29 november 1972

## Nevenfuncties
- lid en voorzitter bestuur Ned. Hervormd Diaconessenhuis te Arnhem, van 1954 tot 1969
- voorzitter Nederlandse Federatie voor Bejaardenzorg, van 1956 tot 1967
- lid Commissie Vraagstukken Subsidiëring Maatschappelijk Werk, omstreeks 1958
- voorzitter Generale diakonale Raad van de Ned. Hervormde Kerk, van 1963 tot 1969
- lid bestuur Papefonds, van 1966 tot 1981
- voorzitter Stichting tot Ontwikkeling van de Noord-West Veluwe
- lid Raad van Commissarissen NIBA-Grintmij, van 1967 tot 1982
- voorzitter Nederlands Instituut voor Maatschappelijke Opbouw
- voorzitter Stichting Geneeskundige Controle te Arnhem
- vicevoorzitter Stichting Huis en Haard

## Gedelegeerde commissies
- voorzitter bijzondere commissie voor het wetsvoorstel Wijziging van de Wet wetenschappelijk onderwijs (WWO) in verband met regeling van academische ziekenhuizen (Tweede Kamer der Staten-Generaal), van 1968 tot juni 1977
- ondervoorzitter bijzondere commissie voor het voorstel van wet van de leden Lamberts en Roethof inzake abortus (Tweede Kamer der Staten-Generaal), van juni 1970 tot maart 1976
- voorzitter bijzondere commissie voor de ontwerp-Wet bijzondere opneming psychiatrische ziekenhuizen (Tweede Kamer der Staten-Generaal), van mei 1971 tot 8 juni 1977
- voorzitter bijzondere commissie voor het wetsontwerp regelen ten aanzien van de assistent-arts (Tweede Kamer der Staten-Generaal), van november 1971 tot december 1971
- lid Presidium (vierde ondervoorzitter) (Tweede Kamer der Staten-Generaal), van 12 mei 1971 tot 7 december 1972
- voorzitter bijzondere commissie voor het wetsvoorstel Financieel Statuut van het Koninklijk Huis (Tweede Kamer der Staten-Generaal), van juni 1972 tot 31 oktober 1972
- voorzitter werkgroep Huisvesting Tweede Kamer (Tweede Kamer der Staten-Generaal), van 1973 tot 1977
- voorzitter bijzondere commissie voor de ontwerp-Wet immunisatie militairen (Tweede Kamer der Staten-Generaal), van april 1974 tot september 1975

## Opleiding
- gymnasium-B te 's-Gravenhage
- geneeskunde Rijksuniversiteit Utrecht
- artsexamen Rijksuniversiteit Utrecht, 1940

## Activiteiten

### als parlementariër
- Was woordvoerder volksgezondheid, sociale zaken en maatschappelijk werk van de CHU-Tweede Kamerfractie; hield zich later ook bezig met binnenlandse zaken en Koninkrijkszaken
- Was in 1965 woordvoerder van zijn fractie bij de behandeling van het wetsvoorstel tot invoering van de Wet Arbeidsongeschiktheidsverzekering (WAO)
- Een door hem tijdens de behandeling van de Nota Grondwetsherziening ingediende (en op 28 januari 1975 aangenomen) motie vroeg de regering geen voorstellen in te dienen om verandering aan te brengen in benoemingsprocedures van Commissarissen der Koningin en van burgemeesters, hetgeen dan ook niet gebeurde.
- Was in september 1976 woordvoerder bij het debat over de abortusvoorstellen
- Voerde in 1975 het woord bij het debat over de onafhankelijkheid van Suriname
- Stemde in 1977 als enige van zijn fractie voor een motie-Kosto over het benoemen van mannen en vrouwen in rijksfuncties

## Niet-aanvaarde politieke functies
- minister van Maatschappelijk Werk, september 1956 (tijdens formatie-De Gaay Fortman)

## Ridderorden
- Officier in de Orde van Oranje-Nassau, 27 september 1963
- Ridder in de Orde van de Nederlandse Leeuw, 27 april 1973

- Biografisch Portaal: 41274310
- Nederlandse Thesaurus van Auteursnamen: 069378096
- Parlement.com: vg09llapvtyk
- Virtual International Authority File: 284993350
- WorldCat: E39PBJm4WVKkWxXXBJjc9BcXVC